# 光友村
光友村（みつともむら）は、福岡県八女郡にあった村。現在の八女市の一部。

## 地理
矢部川の中流域、支流辺春川との合流点付近に位置していた。
- 山：飛形山[1]

## 歴史
- 1889年（明治22年）4月1日 - 町村制の施行により、上妻郡谷川村、兼松村、田形村、山崎村、原島村が合併して村制施行し、光友村が発足[1][2]。
- 1896年（明治29年）4月1日 - 郡の統合により八女郡に所属[1][3]。
- 1948年（昭和23年）10月1日 - 串毛村から大字鹿子生字遠久谷を編入[1][2]。
- 1955年（昭和30年）4月1日 - 八女郡北山村、白木村、辺春村と合併して立花町を新設し廃止された[1][2]。